# Kathleen Brennan
Pour les articles homonymes, voir Brennan.
Kathleen Patricia Brennan est une productrice, auteur-compositeur, connue pour ses collaborations avec son mari, Tom Waits, depuis la sortie de l'album Rain Dogs, où elle participe au titre Hang Down Your Head.
Kathleen Brennan est assistante scripte sur les plateaux des Studios American Zoetrope de Francis Ford Coppola lors du tournage du film Coup de cœur quand elle rencontre Tom Waits et l'épouse en 1980. Co-auteur de beaucoup de chansons lors des albums suivants, Tom Waits la cite souvent comme une influence majeure dans son travail ; ainsi les chansons Jersey Girl, parue sur l'album Heartattack and Vine, et Johnsburg, Illinois, sont écrites en hommage à Kathleen. Quelques-unes de ses peintures sont visibles dans le livret intérieur de l'album The Black Rider.

## Biographie
Née de parents d'origine irlandaise à Johnsburg dans l'Illinois, son grand-père est du comté de County Cork ; à l'adolescence, ses parents s'installent à Morristown dans l'Illinois. Elle apprend la musique à l'église catholique. C'est lors du tournage du film aux studios American Zoetrope que Tom Waits fera la connaissance de Kathleen Brennan.
Tom Waits et elle se sont mariés le 10 août 1980 dans une chapelle appelée « Always Forever Wedding ». Kathleen et Tom Waits habitent en Californie du Nord et ont eu trois enfants : Kellesimone, une fille née en 1983 devenue artiste peintre, et deux fils : Casey, né le 30 septembre 1985, et Sullivan, né en 1993,. Casey Xavier Waits est musicien de session et de scène depuis la chanson Big Face Money et l'album Blood Money, en tant que batteur et percussionniste.
Kathleen Brennan fit partie du jury du 10e Independent Music Awards.